# Krominans

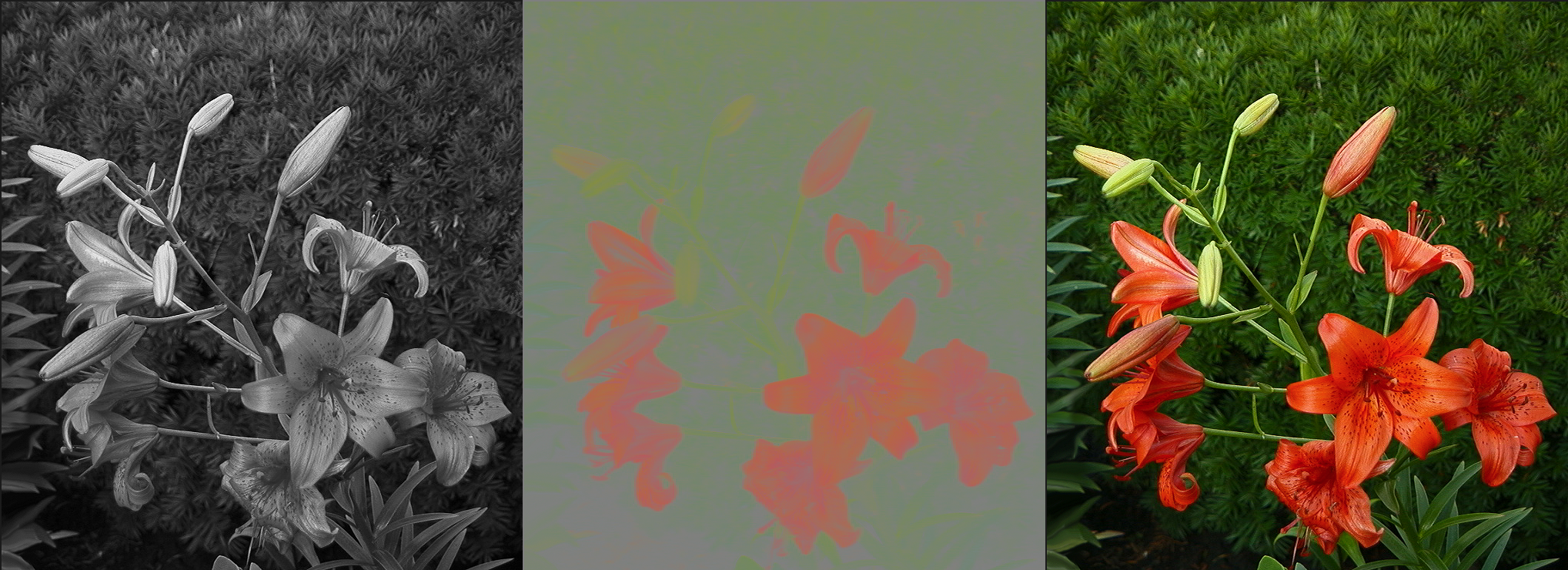
Endast luminans, endast krominans, full färgbild.

Krominans är den del av en analog eller digital videosignal som förmedlar information om kulörton och färgmättnad. Den utgör värdet C i signalen Y/C, där Y betecknar luminansen.